# Tour du Rwanda 2017
La 9e édition du Tour du Rwanda a lieu du 12 au 19 novembre 2017 au Rwanda. Elle est remportée par le Rwandais Joseph Areruya, membre de l'équipe Dimension Data-Qhubeka et vainqueur des première et troisième étapes. Il devance au classement général son coéquipier érythréen Metkel Eyob, également vainqueur de deux étapes, et le Kenyan Suleiman Kangangi, de l'équipe Bike Aid.

## Classement général final
| \| Classement général \| Classement général \| Classement général \| Classement général \| Classement général \| \| Coureur \| Coureur \| Pays \| Équipe \| Temps \| \| ------------------ \| --------------------- \| ------------------ \| -------------------------- \| ------------------ \| \| 1er \| Joseph Areruya \| Rwanda \| Dimension Data for Qhubeka \| 20 h 21 min 29 s \| \| 2e \| Metkel Eyob \| Érythrée \| Dimension Data \| + 28 s \| \| 3e \| Suleiman Kangangi \| Kenya \| Bike Aid \| + 1 min 29 s \| \| 4e \| Jean Bosco Nsengimana \| Rwanda \| Club Bénédiction \| + 2 min 10 s \| \| 5e \| Patrick Byukusenge \| Rwanda \| \| + 3 min 08 s \| \| 6e \| Valens Ndayisenga \| Rwanda \| Tirol Cycling Team \| + 3 min 19 s \| \| 7e \| Matthieu Jeannès \| France \| \| + 3 min 24 s \| \| 8e \| Didier Munyaneza \| Rwanda \| Club Bénédiction \| + 3 min 58 s \| \| 9e \| Tesfom Okubamariam \| Érythrée \| Interpro Academy \| + 4 min 26 s \| \| 10e \| Simon Pellaud \| Suisse \| Team Illuminate \| + 5 min 45 s \| |                       |          |                            |                  |
| |                       |          |                            |                  |
| Source : ProCyclingStats |                       |          |                            |                  |
| Classement général |                       |          |                            |                  |
| Coureur | Coureur               | Pays     | Équipe                     | Temps            |
| 1er | Joseph Areruya        | Rwanda   | Dimension Data for Qhubeka | 20 h 21 min 29 s |
| 2e | Metkel Eyob           | Érythrée | Dimension Data             | + 28 s           |
| 3e | Suleiman Kangangi     | Kenya    | Bike Aid                   | + 1 min 29 s     |
| 4e | Jean Bosco Nsengimana | Rwanda   | Club Bénédiction           | + 2 min 10 s     |
| 5e | Patrick Byukusenge    | Rwanda   |                            | + 3 min 08 s     |
| 6e | Valens Ndayisenga     | Rwanda   | Tirol Cycling Team         | + 3 min 19 s     |
| 7e | Matthieu Jeannès      | France   |                            | + 3 min 24 s     |
| 8e | Didier Munyaneza      | Rwanda   | Club Bénédiction           | + 3 min 58 s     |
| 9e | Tesfom Okubamariam    | Érythrée | Interpro Academy           | + 4 min 26 s     |
| 10e | Simon Pellaud         | Suisse   | Team Illuminate            | + 5 min 45 s     |

## Étapes
| Étape     | Date        | Villes étapes       |  | Distance (km) | Vainqueur d’étape       | Leader du classement général |
| --------- | ----------- | ------------------- |  | ------------- | ----------------------- | ---------------------------- |
| Prologue  | 12 novembre | Kigali - Kigali     |  | 3,3           | Jean Bosco Nsengimana   | Jean Bosco Nsengimana        |
| 1re étape | 13 novembre | Kigali - Huye       |  | 120,3         | Joseph Areruya          | Joseph Areruya               |
| 2e étape  | 14 novembre | Nyanza - Rubavu     |  | 180,6         | Simon Pellaud           | Simon Pellaud                |
| 3e étape  | 15 novembre | Rubavu - Musanze    |  | 97,1          | Joseph Areruya          | Simon Pellaud                |
| 4e étape  | 16 novembre | Musanze - Nyamata   |  | 120,5         | Metkel Eyob             | Joseph Areruya               |
| 5e étape  | 17 novembre | Nyamata - Rwamagana |  | 93,2          | Bonaventure Uwizeyimana | Joseph Areruya               |
| 6e étape  | 18 novembre | Kayonza - Kigali    |  | 86            | Metkel Eyob             | Joseph Areruya               |
| 7e étape  | 19 novembre | Kigali - Kigali     |  | 120           | Valens Ndayisenga       | Joseph Areruya               |